# پایگاه نیروی هوایی دربن
پایگاه نیروی هوایی دربن (به انگلیسی: AFB Durban) (به زبان بومی: Air Force Base Durban) یک فرودگاه همگانی و نظامی است که یک باند فرود آسفالت دارد و طول باند آن ۲۴۴۰ متر است. این فرودگاه در کشور آفریقای جنوبی قرار دارد و در ارتفاع ۱۰ متری از سطح دریا واقع شده‌است.